# Torneo Interbritannico 1909
Il Torneo Interbritannico 1909 fu la ventiseiesima edizione del torneo di calcio conteso tra le Home Nations dell'arcipelago britannico. Il torneo fu vinto dall'Inghilterra.

## Risultati
| Data             | Luogo      | Squadra 1   | Risultato | Squadra 2 |
| ---------------- | ---------- | ----------- | --------- | --------- |
| 13 febbraio 1909 | Bradford   | Inghilterra | 4 - 0     | Irlanda   |
| 1º marzo 1909    | Wrexham    | Galles      | 3 - 2     | Scozia    |
| 15 marzo 1909    | Glasgow    | Scozia      | 5 - 0     | Irlanda   |
| 15 marzo 1909    | Nottingham | Inghilterra | 2 - 0     | Galles    |
| 20 marzo 1909    | Belfast    | Irlanda     | 2 - 3     | Galles    |
| 3 aprile 1909    | Londra     | Inghilterra | 2 - 0     | Scozia    |

## Classifica
| Pos | Squadra     | Pti | G | V | N | P | GF | GS |
| --- | ----------- | --- | - | - | - | - | -- | -- |
| 1   | Inghilterra | 6   | 3 | 3 | 0 | 0 | 8  | 0  |
| 2   | Galles      | 4   | 3 | 2 | 0 | 1 | 6  | 6  |
| 3   | Scozia      | 2   | 3 | 1 | 0 | 2 | 7  | 5  |
| 4   | Irlanda     | 0   | 3 | 0 | 0 | 3 | 2  | 12 |

## Vincitore
| Campione 1909 Inghilterra |